# Patron (robe de chat)
Pour les articles homonymes, voir Patron.
Le patron désigne les motifs présents sur la robe d'un chat. Le patron s'allie à la couleur pour définir la robe du chat. Un chat peut ainsi être uni, tigré, tacheté, bicolore, etc. La robe du chat est un critère de sélection important pour de nombreuses races de chat et constitue une part importante de l'élevage félin.
On distingue en tout huit patrons qui peuvent être plus ou moins complexes :
- solide : pelage uni ;
- tabby : pelage rayé ou tacheté ;
- colourpoint : coloration spécifique sur le bout des pattes, la queue et le visage ;
- particolore : Bicolore ou colourpoint « ganté », avec des taches de blanc plus ou moins grandes ;
- tricolores : écaille de tortue ou calico : trois couleurs de base mélangées ou non ;
- mink et sépia: variations de nuances entre le colourpoint et le solide.

## Solide

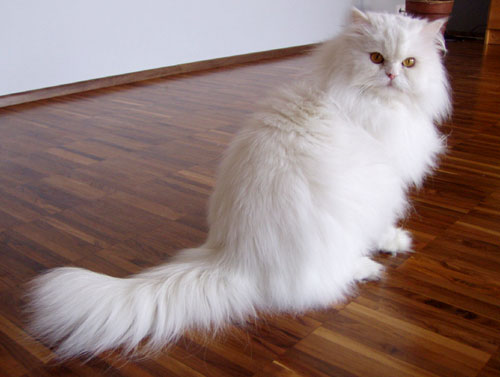
Un chat persan « solide blanc ».

Les chats à la robe dite solide, Self-colored ou self sont tout simplement de couleur unie. L'ensemble du pelage présente de manière uniforme la même couleur.

## Tabby
Les chats tabby, plus communément appelés chats tigrés, ont une robe composée de marbrures, rayures ou taches foncées sur fond clair. Les principales couleurs du « tigré », proche du chat sylvestre (le chat « originel » sauvage), sont un mélange de brun et de beige, le noir, le blanc et le rouge. On dénombre : 
- Le blotched  tabby aussi nommé classic : de larges bandes marbrées formant des cercles sur les flancs.
- Le mackerel tabby  – le chat tigré : des rayures verticales sur tout le corps, comme un tigre.
- Le spotted tabby : des taches rondes, mouchetées. Les taches sont bien distinctes, et ne se rejoignent pas.
- Le ticked tabby  ou tiqueté : de légères rayures à la tête, aux pattes et à la queue, le reste du corps est uniforme avec des poils agoutis (c'est-à-dire possédant plusieurs couleurs sur la longueur d'un poil). L'abyssin est un bon exemple de ce dernier motif.

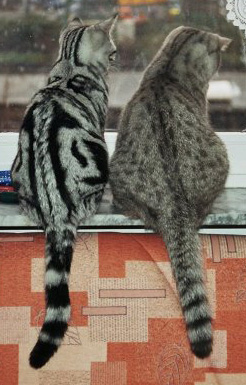
Deux tabby côte à côte : « blotched  tabby » et « spotted tabby ».
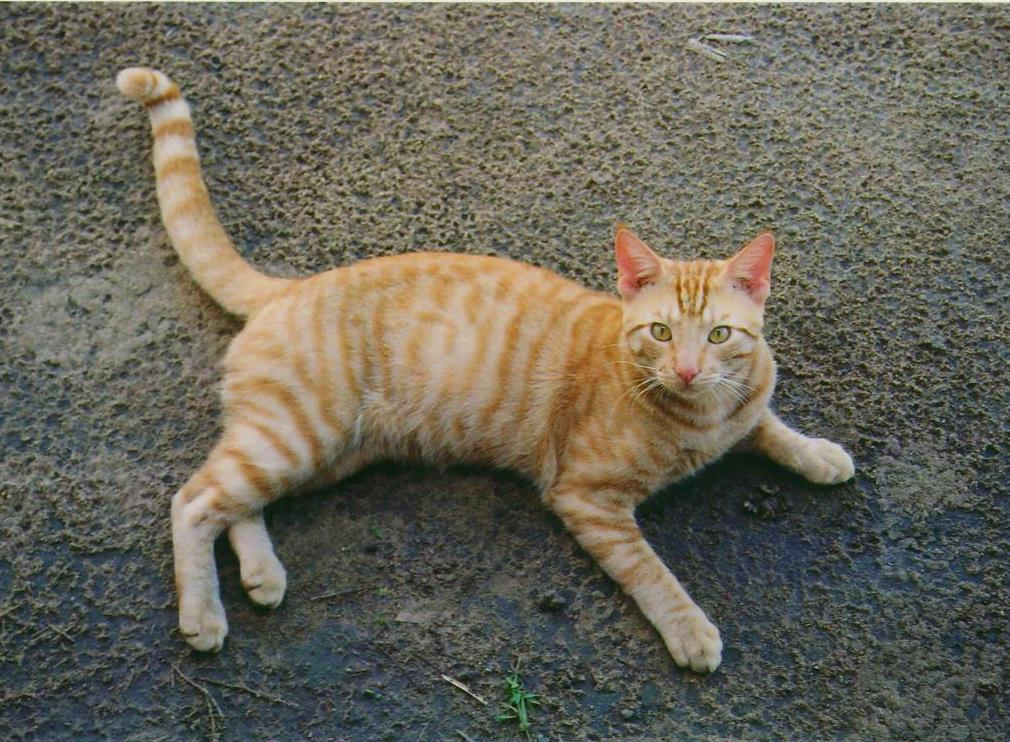
Un chat de gouttière « mackerel tabby ».
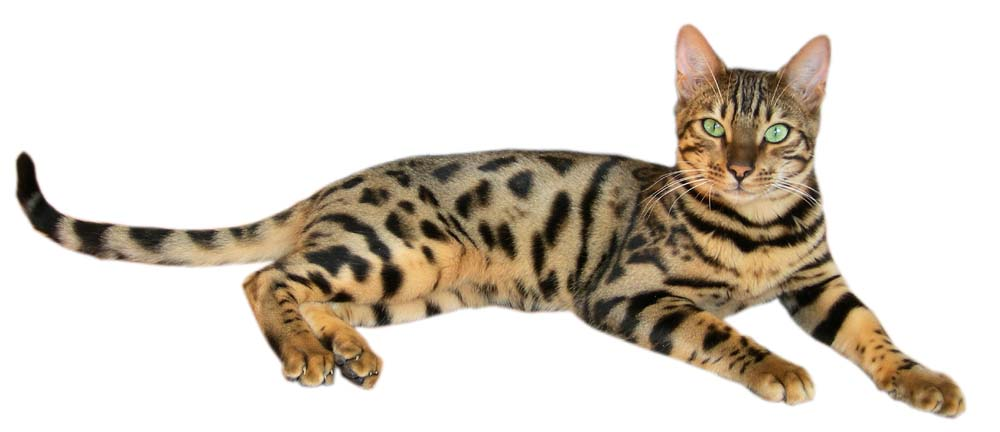
Un Bengal « spotted tabby ».
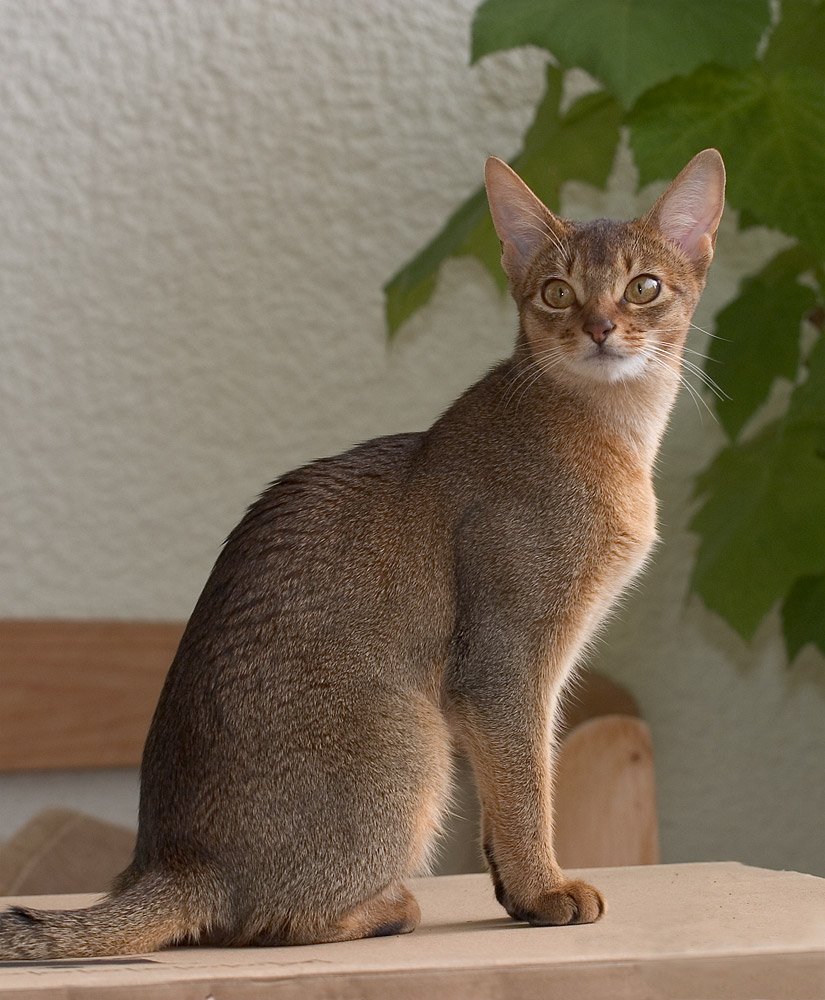
Un Abyssin « ticked tabby ».

## Colourpoint
Une robe colourpoint (ou colorpoint (US)) désigne un type de pelage qui porte des couleurs sombres confinées en certaines régions du corps : le masque du visage, les oreilles, la queue et les extrémités des pattes. Tous les chatons colourpoint naissent blancs et auront les yeux bleus.
Il existe plusieurs types de colourpoint selon la couleur des extrémités :
- un seal point aura des extrémités brunes ;
- un blue point aura des extrémités bleues ;
- un tabby point aura des extrémités rayées ;
- etc.

Les robes colourpoint sont caractéristiques de certaines races, comme le Siamois.
La même robe avec le bout des pattes blanches, dites gantées, est une robe mitted, considérée également comme « particolore ». C'est le cas du Sacré de Birmanie.

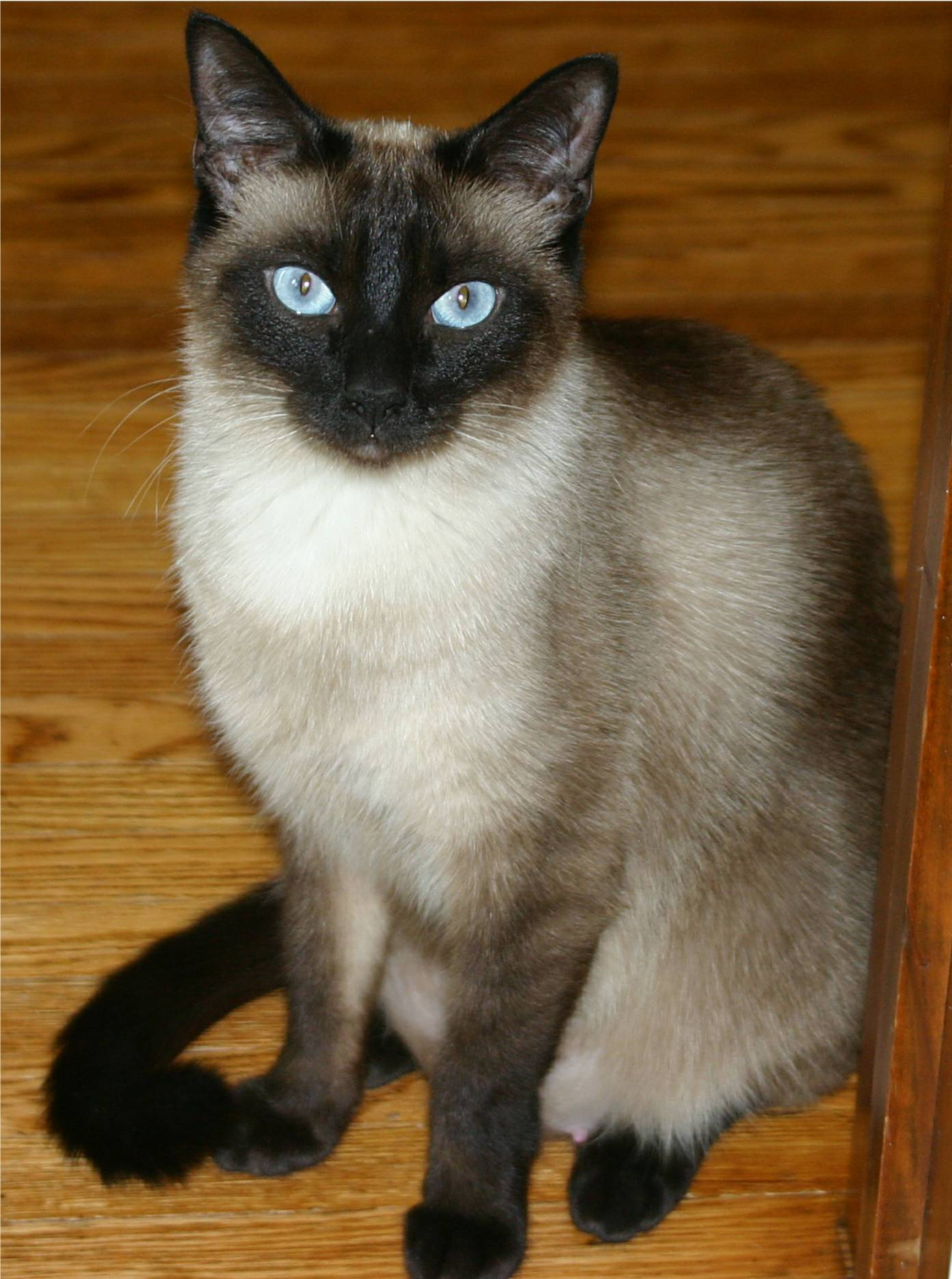
Un Thaï « seal point ».
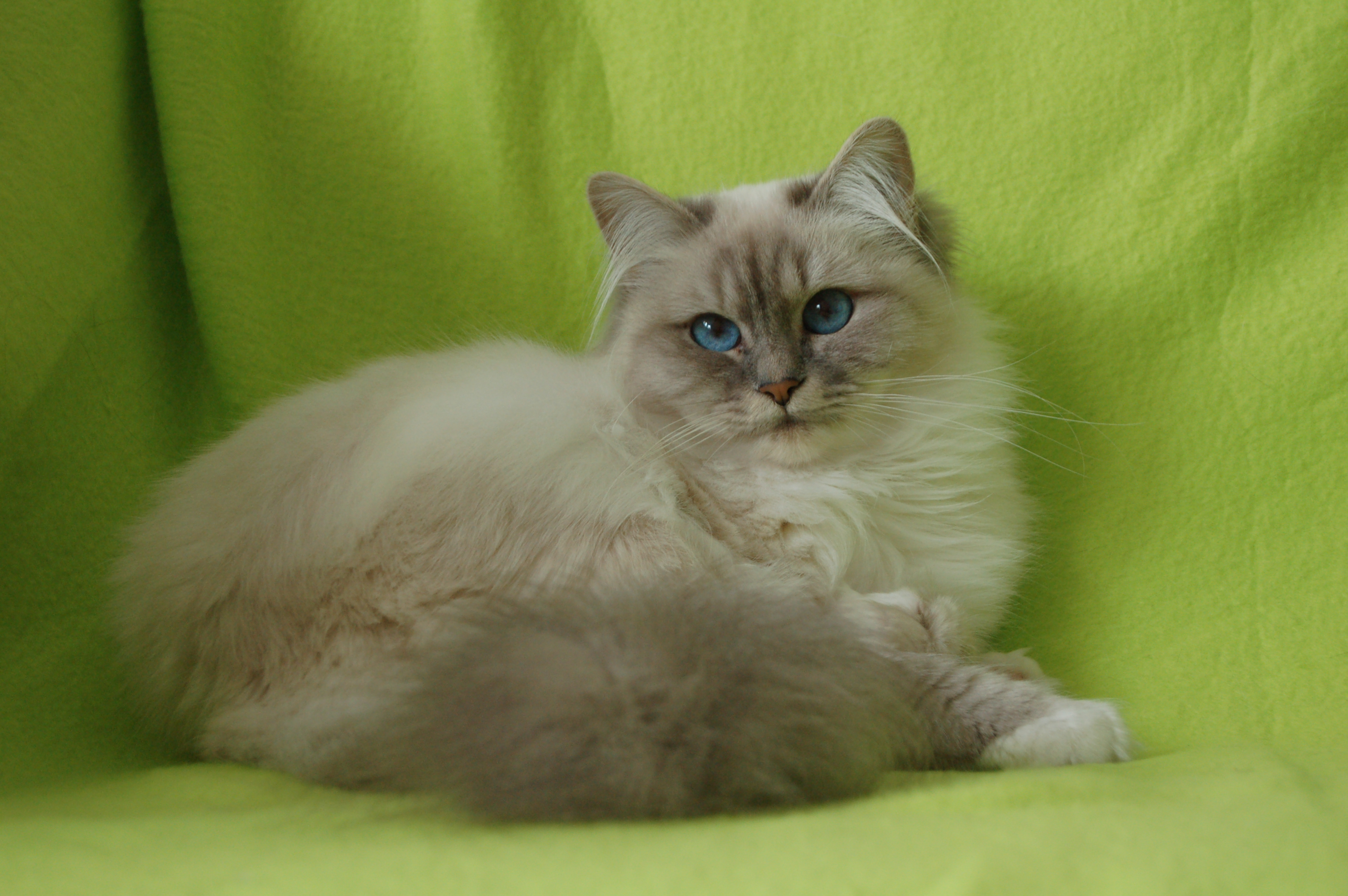
Un Sacré de Birmanie « mitted blue point ».
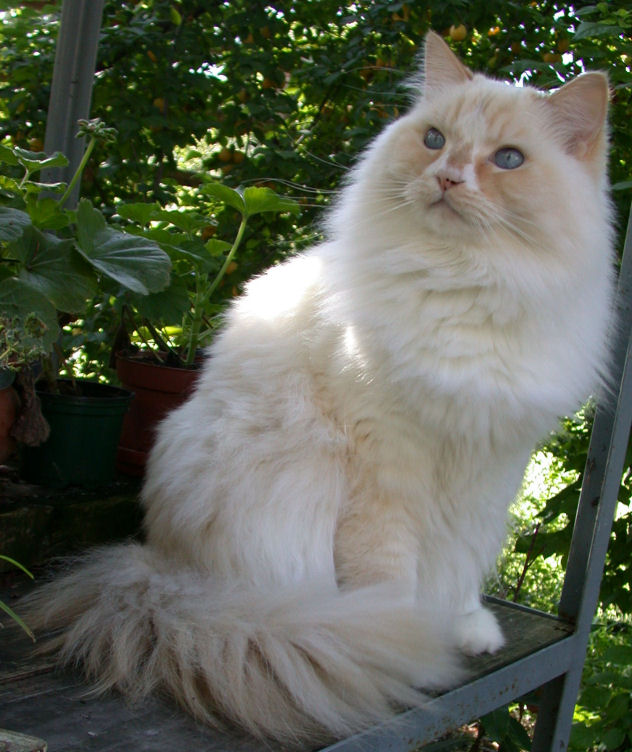
Un Ragamuffin « red point » ou « cream point ».
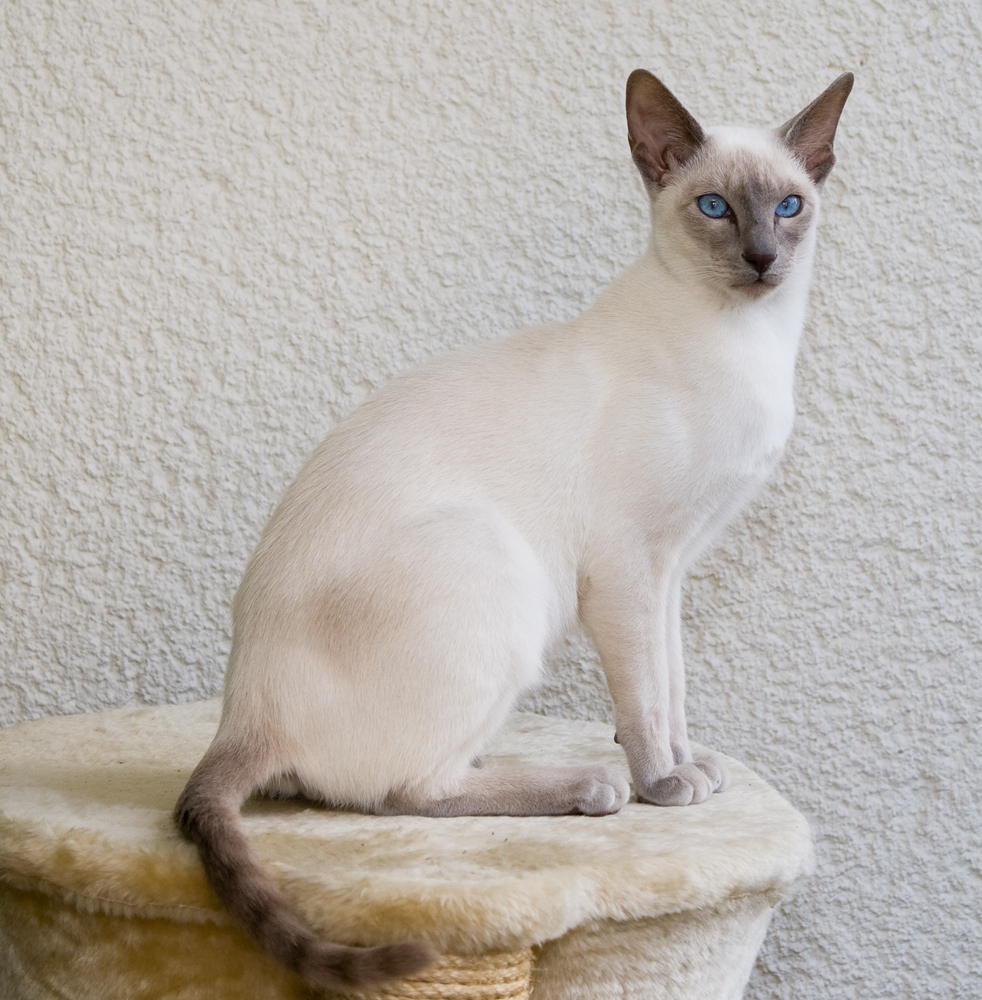
Un  Siamois « lilac point ».

## Particolore
La robe « bicolore », dite aussi « particolore » ou « à panachure blanche », est une robe blanche associée à une autre couleur. La quantité de blanc peut aller d'un simple marquage sur les orteils dans le cas d'un gantage à quelques taches de couleurs noyées dans le blanc sur la tête et la queue dans le cas d'un bicolore van. Un vocabulaire spécifique permet de définir la répartition de la couleur sur le corps.
Suivant la proportion du blanc, la robe s'appelle :
- van : uniquement la queue et les oreilles de couleur ;
- arlequin : un peu plus de couleur ;
- bicolore : moitié-moitié à grande proportion de la couleur.

Auxquels on ajoute, bien qu'il ne soit pas dû à l'action du gène S- :
- mitted : robe « colourpoint » mais avec des « gants » blancs aux pattes[1].

L'apparition de poils blancs est codée par le gène majeur S dont on reconnaît deux allèles. L'action de ce gène se situe lors de la migration des mélanoblastes durant le développement embryonnaire du chaton. L'ensemble des motifs possibles fait probablement entrer en compte des polygènes et complexifie le travail des éleveurs qui doivent obtenir des motifs clairement définis dans les standards des races de chat admettant la robe bicolore.
La robe bicolore, populaire, est très présente dans le domaine de la bande dessinée et du dessin animé avec des représentants comme Sylvestre le chat de Titi et grosminet ou Tom de Tom et Jerry. Quelques écrivains décrivirent leur chat bicolore comme Théophile Gautier. Parmi les chats célèbres bicolores figurent entre autres Oscar, qui détecte la mort imminente des patients de Rhode Island, et Socks, le chat de Bill Clinton.

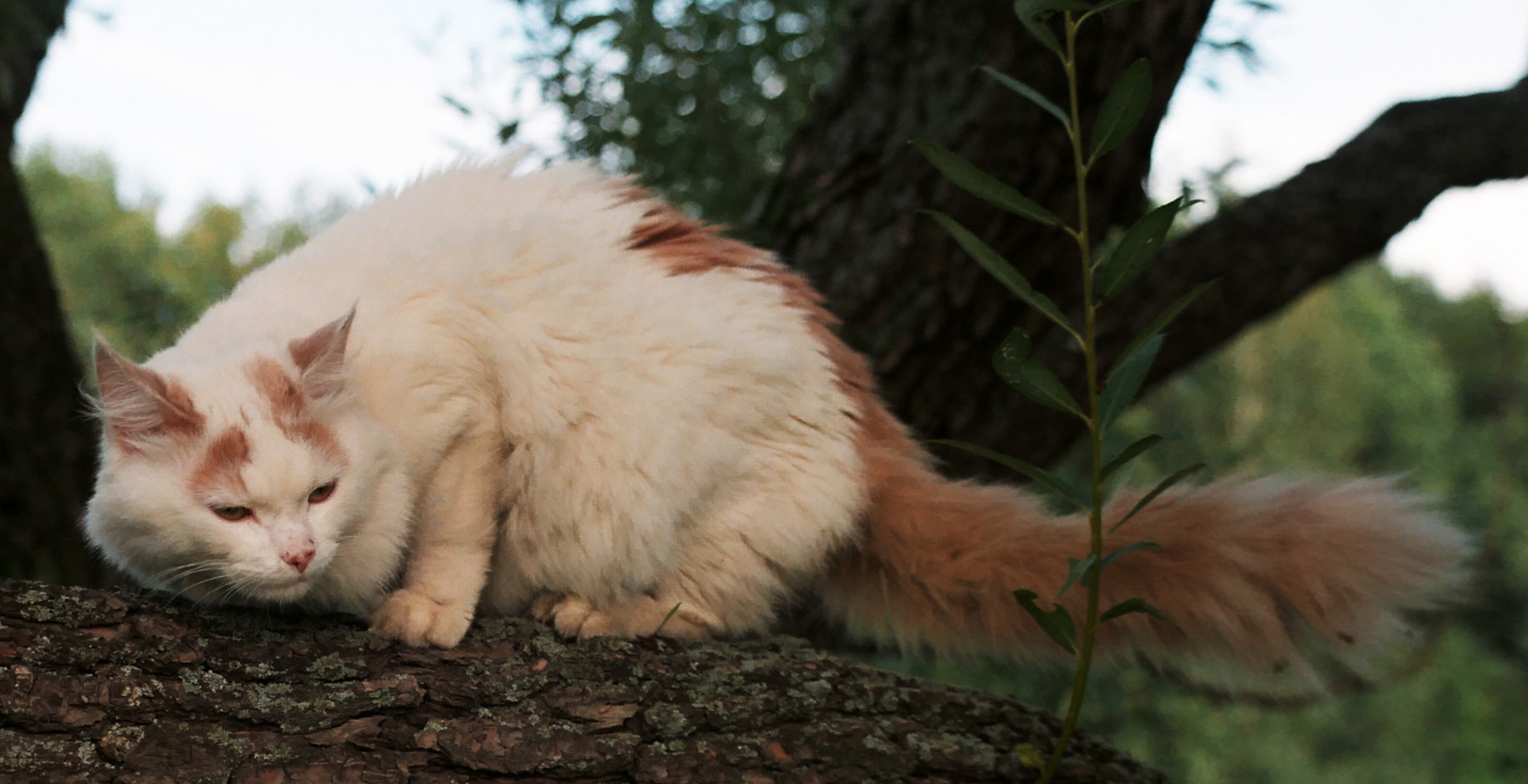
Un Turc de Van « van » rouge.
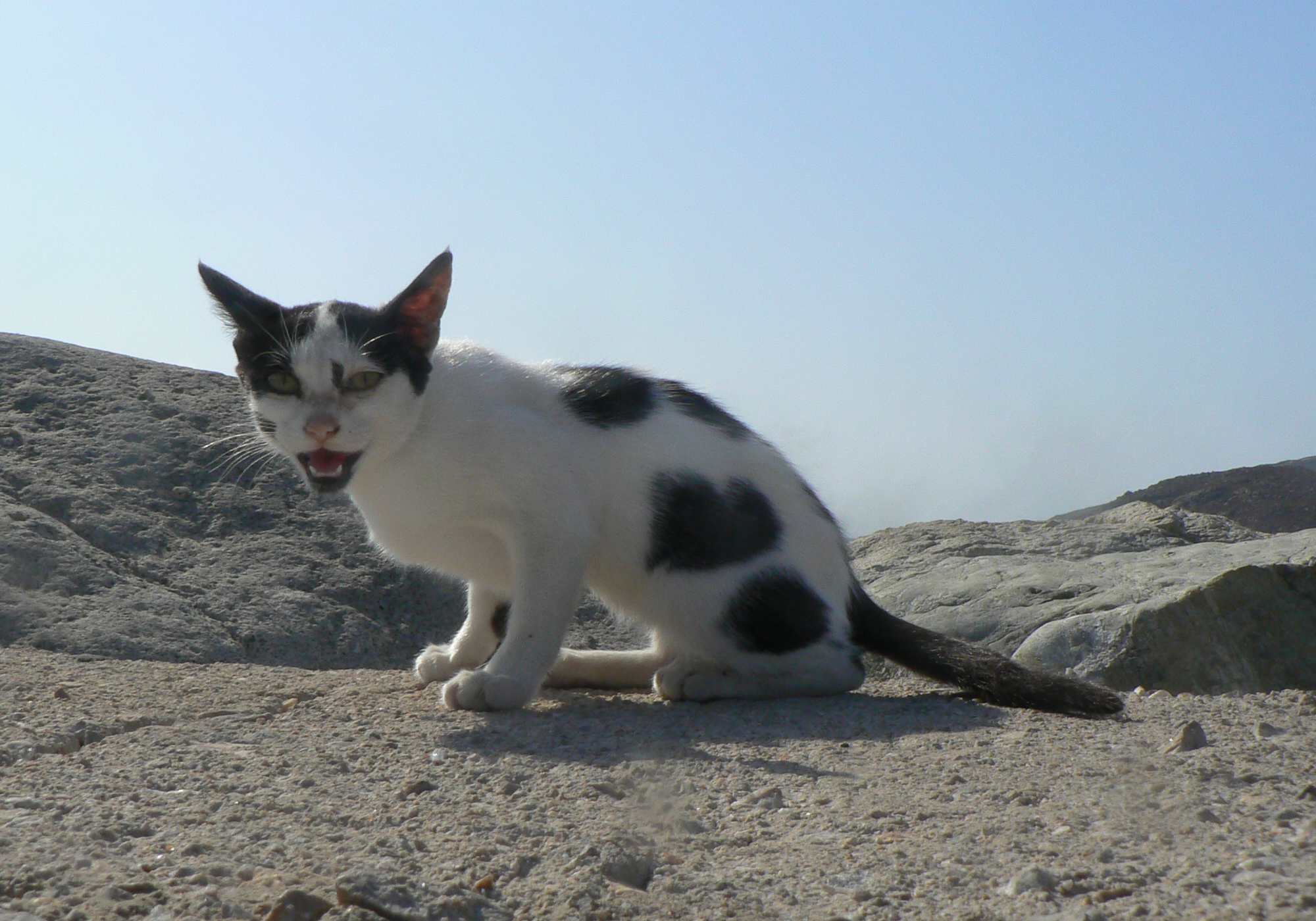
Un chat haret « arlequin ».
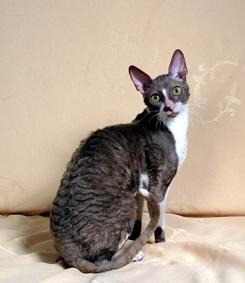
Un Cornish rex « bicolore ».
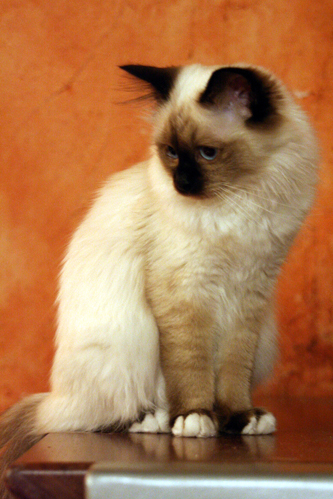
Un sacré de Birmanie « mitted ».

## Écaille de tortue et Tricolores
Un chat Écaille de tortue, ou tortie (abréviation de l'anglais Tortoiseshell ), est un animal dont la robe contient à la fois du rouge (ou sa forme diluée) et du noir (ou sa forme diluée, le « bleu »). Les deux couleurs peuvent être distinctes ou étroitement entremêlées.
Lorsque la robe comporte des taches blanches, il s'agit d'un chat Écaille et blanc. Si les couleurs blanc, noir et rouge se présentent sous forme de taches, il s'agit d'un chat  tricolore ou calico. Au Japon, où ces chats sont réputés porter bonheur, ils sont appelés « mi-ke » ce qui signifie « triple fourrure ».
Un chat torbie est caractérisé par une robe écaille de tortue (ou calico) dont l'une des couleurs est tabby.
En théorie, les écailles de tortue et les tricolores sont obligatoirement des femelles. En effet, cette pigmentation très spéciale résulte de l'inactivation aléatoire d'un des deux chromosomes X dans les cellules de l'embryon, quelques jours après la fécondation. Or, les chromosomes X portent des informations conditionnant la coloration. Chaque lignée cellulaire formera une tache différente selon le chromosome X qui a été inactivé. Le chromosome X inactivé peut être visualisé au microscope, il forme dès lors au niveau du noyau cellulaire le corpuscule de Barr.
Un mâle tricolore ou écaille de tortue est doté de trois chromosomes sexuels (XXY) et est donc atteint de la maladie de Klinefelter. Il est généralement stérile.

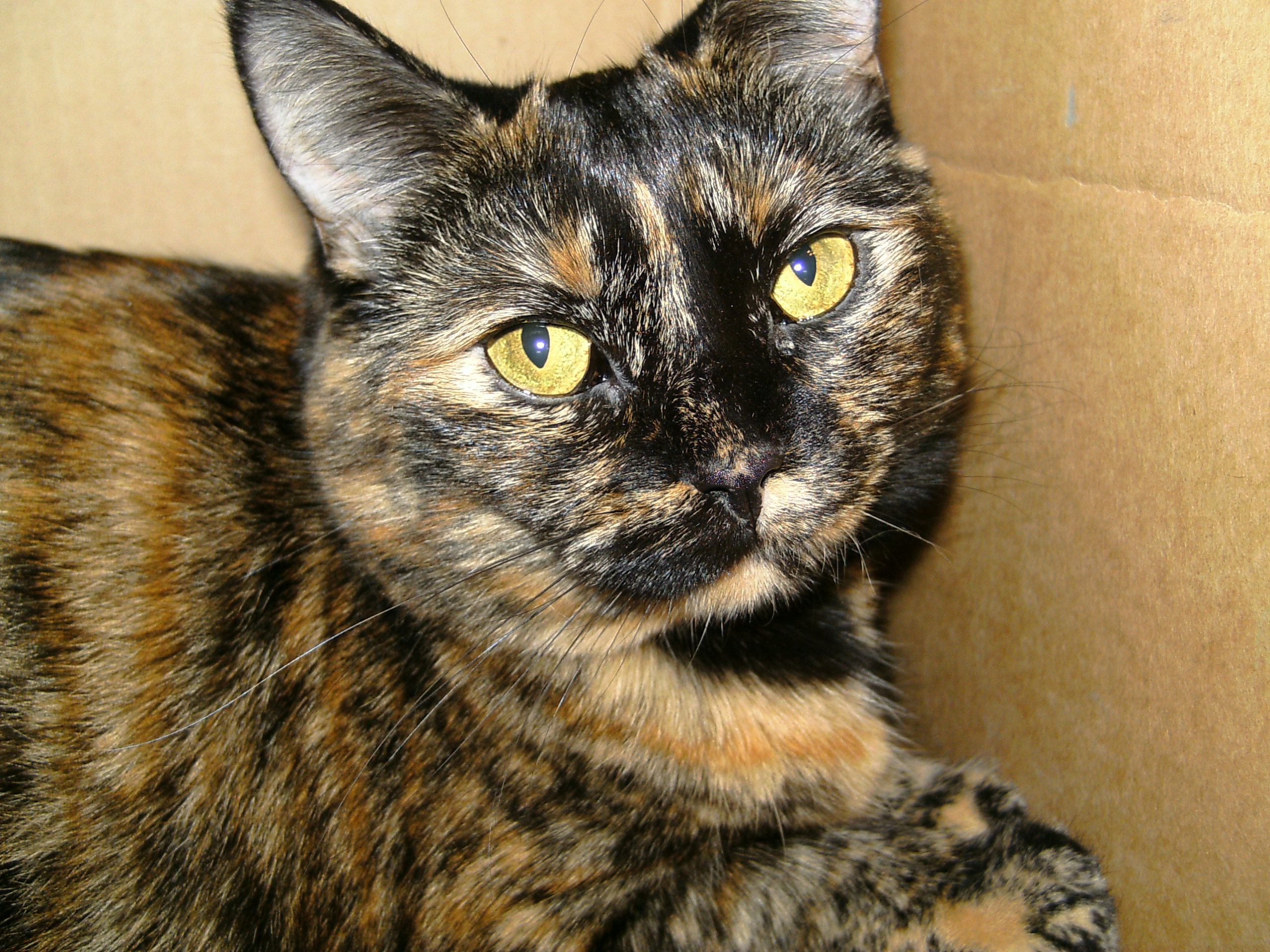
Chatte « écaille de tortue ».
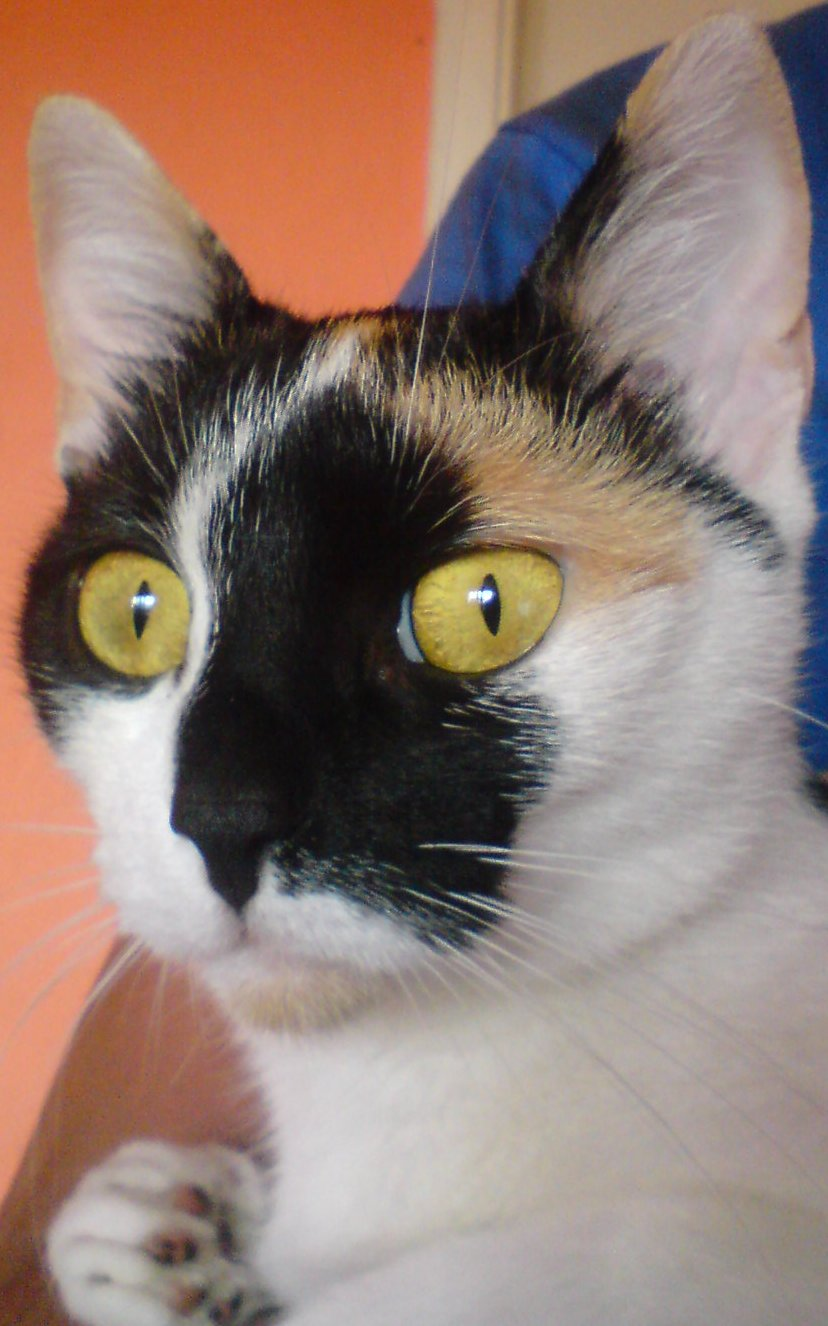
Chatte « calico ».
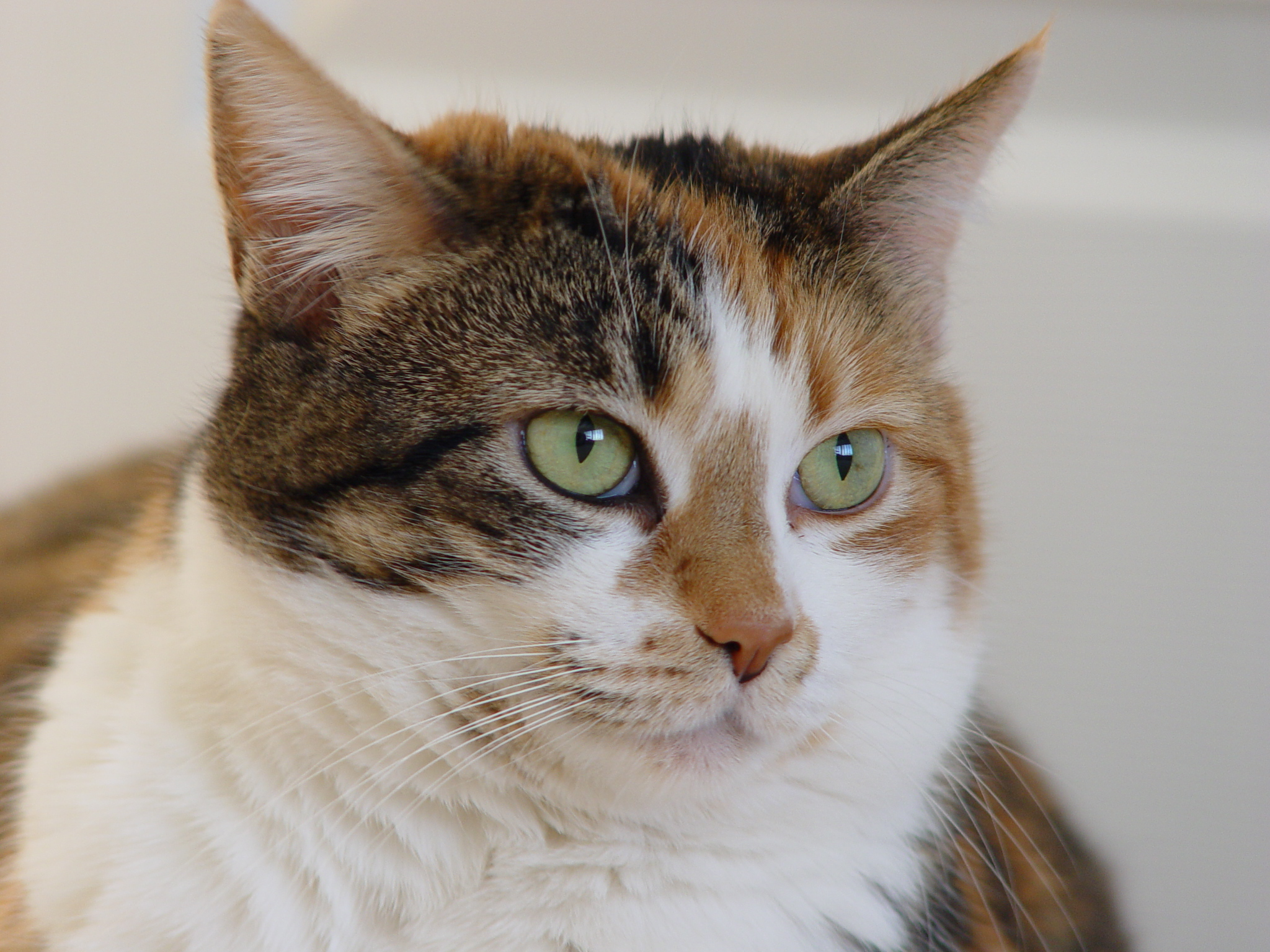
Chatte « torbie » (Calico + tabby).

## Mink et sépia
Ces deux patrons sont entre le solide et le colourpoint mais ils sont toutefois considérés à part.
- Mink : le plus proche du colourpoint. Les extrémités sont foncées comme chez les colourpoint mais le corps légèrement coloré. Les yeux sont de couleur aigue-marine, et peuvent toutefois aller du jaune au presque bleu. C'est la robe typique du Tonkinois.

- Sépia : le plus proche du solide. Il comporte aussi des extrémités foncées mais avec une coloration du corps soutenue ce qui fait peu de différence entre le corps et les extrémités. C'est le patron typique du Burmese.

Ici aussi, comme chez les colourpoint, les chatons naissent clairs, voire blancs avant de foncer et d'afficher leur robe définitive.

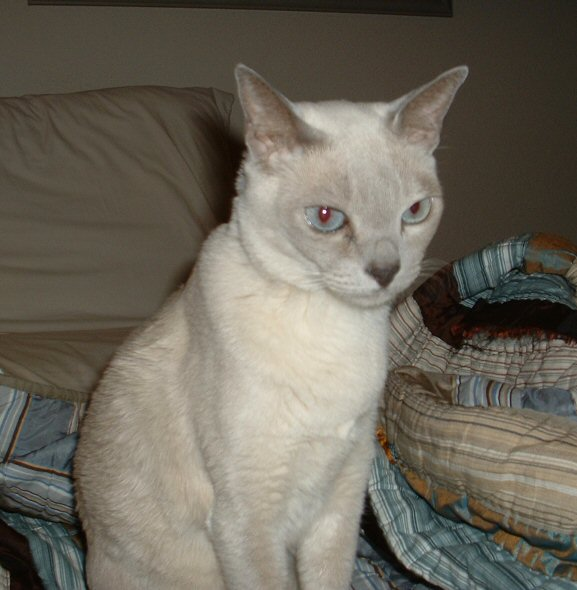
Tonkinois mink.
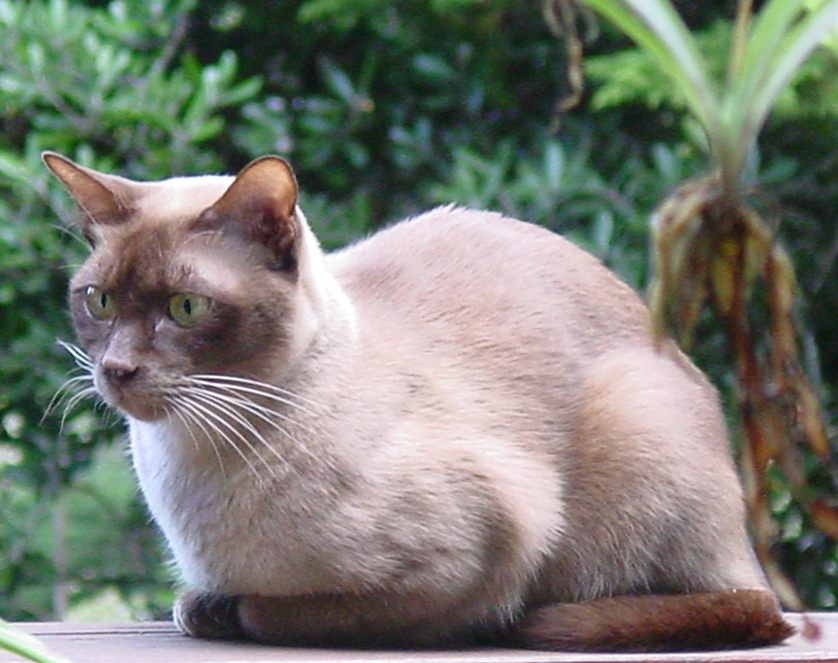
Burmese sépia.